# صلاة تشرنوبل (رواية)
صلاة تشرنوبل هي رواية للكاتبة الأوكرانية سفيتلانا أليكسييفيتش. الحائزة على جائزة نوبل في الأدب لعام 2015، تعد من أبرز أعمالها ضمن مشروعها التوثيقي الكبير، الذي ينقل التاريخ السوفيتي من خلال أصوات الشهود العاديين. تركّز الرواية على الكارثة النووية التي وقعت في تشيرنوبل عام 1986، وتجمع شهادات مروّعة لضحايا الكارثة وأقربائهم، من سكان القرى، والأطباء، والجنود، والأمهات الثكالى. تتقاطع هذه الشهادات لتصوغ سردًا جماعيًا يتجاوز التوثيق التقني، نحو تأملات إنسانية في الموت، والخسارة، تُرجمت إلى اللغة العربية بعنوان صلاة تشرنوبل، بترجمة أحمد صلاح الدين، وصدرت عن دار مصر العربية ضمن سلسلة من الكتب المتميزة

## القصة
في 26 أبريل 1986، وقع حادث بمفاعل «تشيرنوبل» وظل أسوأ حادث نووي في التاريخ، وغطت آثاره المدمرة ثلاثة أرباع أوروبا، حيث كان ما يقرب من 200 موظف يعملون في مفاعل الطاقة النووي بأوكرانيا، لقى منهم 36 شخصًا مصرعهم، وأصيب أكثر من 2000 شخص. «صلاة تشرنوبل» كان الكتاب الأول الذي نقل أصوات من وقعت عليهم المأساة في صمت، حيث قامت الكاتبة والصحفية البيلاروسية «سفيتلانا أليكسفيتش» بإجراء مقابلات مع 500 ناجٍ وناجية من الانهيار ورجال الإطفاء، ومن تم تكليفهم بدفن وجه الأرض الملوث وإطلاق النار على كل الحيوانات بالمنطقة، وقصصهم التي كشفت عن الخوف والغضب واللا يقين المستمر معهم رغم تنظيف آثار الكارثة جيدًا لكنها الآثار التي لا تمحى من نفوس البشر. نقلت «سفيتلانا» أصوات الضحايا داخل روايتها في شكل مونولوج بصدق وعاطفة لا تسعها اللغة جسدت التغيرات النفسية التي أحدثتها الكارثة، والتحولات الجينية التي تركت أثرًا كبيرًا لدى السكان هناك، ولكل الساعين في البقاء ولكن بدلًا من المضي قدمًا قررت «سفيتلانا» الرجوع للكارثة ووصفتها بأنها أسوأ بكثير من معسكرات الاعتقال ومصارعة المجهول.
من خلال الرواية نتعرف على حجم المأساة التي لا يتعرض لها الإنسان فقط، بل حتى الأرض والحيوان وكل ما هو حي أو جماد، في شكل اعترافات الناجين، حيث ترسم الرواية لوحة من الألم واليأس، وتحول القرى إلى قبور جماعية وسط صمت الإعلام وتضليل السلطات.

## نبذة عن الكاتب
هي صحفية وكاتبة بيلاروسية ولدت في31 ماي 1948 في جمهورية أوكرانيا السوفيتية الاشتراكية في بلدة ستانسلاف غرب أوكرانيا، وفي كنف عائلة مدرسين في الريف. وتخرجت من كلية الصحافة في جامعة مينسك (1967-1972). عملت في جريدة محلية بمدينة بريست بالقرب من الحدود البولندية. وفي مراحل تالية من حياتها، عاشت متنقلة بين إيطاليا وفرنسا وألمانيا والسويد.

## الأسلوب
وظفت سفيتلانا أليكسييفيتش منهج السرد الشفوي لتصوير مأساة تشيرنوبل من خلال أصوات الشهود العاديين، ليس فقط كحدث بيئي أو سياسي، بل كـملحمة إنسانية عميقة. فحجم الدمار النفسي والفقد يعلو على قدرة العقل الفردي على استيعابه، ما يجعل رواية الضحايا بلسانهم هي الوسيلة الأنسب لنقل التجربة بأكبر قدر من الصدق والتأثير،
الرواية تزاوج بين التوثيق التقني والتأملات الإنسانية في الموت: هي مفارقة لافتة بين التوثيق الواقعي الدقيق لكارثة تشيرنوبل، وبين الغوص العميق في التجربة الإنسانية الفردية والجماعية للضحايا. إذ تجمع الكاتبة بين استعراض المعطيات العلمية، وتوثيق صمت الدولة وتضليلها، وبين عرض شهادات شخصية بصيغة مونولوجات تستعرض مشاعر الحب والخوف والفقد والحنين. مما يبرز البعد الإنساني للمأساة، ويجمع بين الطابع الوثائقي والبعد الفلسفي وتوظيف الشهادات منح أسلوب الرواية تعدد الأصوات، حيث اعتمدت الكاتبة على الاستماع بدل الإملاء، وغيبت الراوي التقليدي.

## اقتباس
«لم نكن نعلم أن الموت قد يكون جميلاً هكذا. … وهج شديد قرمزي اللون، سطع المفاعل بضوء بدا كأنه خرج من داخله… كان حريقا استثنائيا، لهيبا، بدا جميلا. […] لم نر مثيلا له حتى على شاشات السينما، لا وجه للمقارنة. … لم نكن نعلم أن الموت يمكن أن يكون جميلًا بهذا الشكل.»

«وحتى الآن أرى ذلك التوهّج القرْمزيّ الساطع. بدا المفاعل وكأنه يضيء من الداخل. لم يكن حريقًا عاديًا، بل ضوءًا غريبًا، بلون رائع. لم أر شيئًا مثله في السينما، لا مجال للمقارنة. في المساء خرج الجميع إلى الشرفات، رفعوا أطفالهم وقالوا: “انظر! احفظ هذا!”... لم نكن نعلم أن الموت يمكن أن يكون بهذه الأبهة الجميلة.»

## كتب النقاد عن الرواية
وفقًا لما رآه عالم الاجتماع السويسري جان روسيو (Jean Rossiaud) عام 2000، فإن رواية صلاة تشرنوبل ليست مجرد توثيق لكارثة نووية، بل:
- لا تتضمن أحكامًا أو اتهامات مباشرة من قبل الكاتبة.
- بل تدفع القارئ إلى تأمل الذاكرة الجماعية للكارثة، من منظور إنساني واجتماعي.
- واعتبر روسيو نشر الكتاب "ضرورة أخلاقية" لأنها تساهم في العمل على هذه الذاكرة المشتركة.[4]

حسب الباحثَين غاليا أكرمان (Galia Ackerman) وفريديريك لو مارشان (Frédérick Lemarchand):
- الكتاب يقترب أكثر من الأدب منه إلى الصحافة.
- الكاتبة قامت بـإعادة تشكيل الشهادات وترتيبها بشكل فني يخدم غاية جمالية/تأملية.
- أغلب الأشرطة الصوتية الأصلية فُقدت، وهو ما يُبعد العمل عن المعايير الصارمة للصحافة أو التحقيق الوثائقي.[4]

## تحويل الرواية إلى أعمال فنية
لم تُحوَّل رواية صلاة تشرنوبل إلى فيلم روائي طويل، لكنها ألهمت عدداً من الأعمال الفنية والدرامية التي استلهمت مضمونها الإنساني وأسلوبها الوثائقي.
في عام 2016، صدر فيلم وثائقي بعنوان La Supplication من إخراج بول كروشتن (Pol Cruchten)، وهو إنتاج مشترك بين لوكسمبورغ وبلجيكا. اعتمد الفيلم بشكل مباشر على نصوص الرواية، حيث قُدّمت شهادات الناجين بصوت ممثلين محترفين ضمن مشاهد خالية من التمثيل الواقعي، مما منح العمل طابعاً تأملياً وأدبياً، وركّز على البعد الإنساني للكوارث النووية.
كما أثّرت الرواية بشكل غير مباشر في المسلسل العالمي Chernobyl الذي أنتجته شبكة HBO بالتعاون مع Sky عام 2019، رغم أن المسلسل لم يُقتبس رسمياً من الكتاب. فقد استعان صناعه بمصادر متعددة، غير أن الروح العامة للمسلسل، من حيث التركيز على الشهادات الشخصية والآثار النفسية والاجتماعية للكارثة، عكست بوضوح تأثير العمل الأدبي لأليكسييفيتش.

## وصلات خارجية
- آراء القراء حول رواية صلاة تشرنوبل  على موقع جود ريدز